# System zarządzania zamówieniami
System zarządzania zamówieniami, OMS lub OM (ang. Order Management System) – system informatyczny stworzony do automatycznego koordynowania zamówień według uprzednio przygotowanych procesów biznesowych danego przedsiębiorstwa.
W architekturach przedsiębiorstwa opartych na autonomicznych systemach dziedzinowych jest on jedynym systemem odpowiedzialnym za wypełnienie wszystkich kroków takiego procesu. Przyjmuje się, że proces jest zakończony, jeśli wszystkie systemy dziedzinowe zostały skonfigurowane poprawnie i potwierdziły to oraz podsumowanie zakończenia procesu zostało przekazane do systemu zlecającego.

## Zasada działania
Punktem inicjującym działanie systemu jest przyjęcie zamówienia w którym jest jedno zamówienie obejmujące:
- numer identyfikacyjny zamówienia systemu zlecającego przetworzenie zamówienia
- poszczególne produkty/usługi, które klient chce otrzymać/zmodyfikować/zrezygnować wraz z ich atrybutami (ilość, data dostarczenia, data uruchomienia lub zakończenia usługi, cena)
- dane identyfikacyjne klienta (adres klienta, adres dostarczenia produktów/usług)
- dane identyfikacyjne systemu zlecającego
- inne informacje niezbędne do poprawnego przeprowadzenia procesu biznesowego danego przedsiębiorstwa.

Najczęściej system taki jest odpowiedzialny za:
- przyjęcie zamówienia oraz krótką walidację danych
- konfiguracja systemów dziedzinowych: system firmy wysyłkowej, system bilingowy, aktywność klienta, konfiguracja systemów umożliwiających świadczenie usług dla klienta, obsługa systemów zarządzania magazynem
- jeśli proces jest rozłożony w czasie, wysyłanie do systemu zarządzania relacjami z klientami i klienta informacji o postępie realizacji zamówienia

Systemy klasy Order Management nie służą do:
- przechowywania informacji o historii klienta. Takie dane są przechowywane w systemie CRM;
- nie przechowuje danych instancyjnych innych niż dane zamówień;
- same nie są przeznaczone do wykonywania konkretnych usług (jak dostarczenie przesyłki, zakupu akcji), a jedynie do ich zlecania (np. zleć systemowi firmy kurierskiej nowe zlecenie dostarczenia przesyłki, zleć kupno lub sprzedaż akcji).

## Korzyści z zastosowania OMS
- możliwość przyjmowania zleceń z wielu kanałów (system CRM, portal internetowy, zlecenia masowe)
- standaryzacja realizacji wszystkich zleceń
- skrócenie czasu wprowadzenia produktu na rynek przez konfigurowalny sposób realizacji zleceń
- odciążenie działania systemu CRM (jeśli to on wcześnie zarządzał realizacją zamówień)
- oddzielenie logiki realizacji procesu biznesowego od samego zlecenia klienta
- synchronizacja poszczególnych zamówień pomiędzy sobą

Działy gospodarki w których użycie systemów klasy OM jest szczególnie korzystne:
- branża telekomunikacyjna
- przedsiębiorstwa produkcyjne
- przemysł farmaceutyczny
- branża bankowa

## Producenci
Ze względu na dużą zależność od procesów biznesowych danego przedsiębiorstwa, systemów dziedzinowych oraz ich sposobu komunikacji, systemy „pudełkowe” nie spełniają założeń, preferowane są rozwiązania dedykowane.